# Die Burger
Die Burger – południowoafrykański dziennik, wydawany przez koncern Naspers (od 2000 za pośrednictwem spółki zależnej Media24) w języku afrikaans. Jest rozpowszechniany w Prowincji Przylądkowej Zachodniej i Wschodniej. W 2008 roku osiągnął nakład 91 665 egzemplarzy.

## Historia
Dziennik był pierwszym tytułem wydawnictwa Die Nasionale Pers ("Drukarnia Narodowa", od 1998 Naspers), powołanego w maju 1915 przez założyciela Partii Narodowej (1914), gen. Barry'ego Hertzoga i organizatora tej partii w Kraju Przylądkowym, prawnika Williego A. Hofmeyra, ze środków magnata diamentowego Janniego Maraisa i bogatych rolników. Od założenia stanowił organ prasowy Partii Narodowej, a jego redakcja mieściła się w Kapsztadzie.
Pierwszy numer gazety ukazał się 26 lipca 1915, a jej pierwszym redaktorem naczelnym został Daniel F. Malan, pastor zgromadzenia NG Graaff-Reinet. Debiutancka edycja, opublikowana pod tytułem „De Burger” miała 10 stron, graficzne reklamy na pierwszej stronie, 7 kolumn, działy: krajowy i zagraniczny, a także sekcję kulturalną i ekonomiczną oraz kolumnę felietonów. Jednym z wiodących tematów była religia.
Dziennik skupiał przede wszystkim prawicowe środowiska afrykanerskie, niemniej jednak był pierwotnie wydawany po holendersku. Już rok później, na fali kampanii na rzecz zrównania praw afrikaans z urzędowymi holenderskim i angielskim, zaczęły ukazywać się pierwsze artykuły w języku narodowym Burów; w 1921 gazeta zaczęła być wydawana w całości w afrikaans, a jej tytuł zmieniono z holenderskiego „De Burger” na afrykanerskie „Die Burger”. 
W latach dwudziestych i trzydziestych XX wieku gazeta w sposób satyryczny wyrażała niechęć afrykanerskich rolników i robotników do anglojęzycznych kapitalistów.
W okresie po II wojnie światowej dziennik był zaangażowany we wprowadzanie przez Partię Narodową programu segregacji rasowej, znanego jako apartheid. Korespondent polityczny gazety Piet Cillié (1917–1999) jako pierwszy użył pojęcia apartheidu w ogłoszonym na jej łamach artykule z 26 marca 1943. Cillié, który prowadził rubrykę pod pseudonimem „Dawie”, stał się obok polityka Partii Narodowej Hendrika Verwoerda głównym orędownikiem apartheidu w jego początkowym okresie. Pod jego sterami od 1954 dziennik przystąpił do radykalnej obrony afrykanerskiej „rewolucji narodowej”, związanej z dojściem do władzy Partii Narodowej w 1948. W latach 1948–1956 redakcja „Die Burger” prowadziła zakończoną sukcesem kampanię na rzecz odebrania powszechnego prawa wyborczego Koloredom, uznawanym za podgrupę Afrykanerów. W latach 1956–1961 przeszła na pozycje, które określała „zaangażowaną niezależnością”, upominając się o pozyskanie Koloredów poprzez zmianę polityki i kwestionując niektóre środki egzekwowania apartheidu (np. osobne wejścia dla białych i czarnych). Publikowała wówczas teksty kolorowych polityków i działaczy, a w 1958 poparła ich frakcję w parlamencie. W lipcu 1960 na wniosek Afrykanerskiego Związku Braci w związku z zachowaniem przez Koloredów lojalności wobec rządu po masakrze w Sharpeville Cillié wysunął propozycję bezpośredniej reprezentacji parlamentarnej dla Koloredów, od której dziennik odżegnał się w styczniu 1961 po jej storpedowaniu przez premiera Verwoerda. W 1968 gazeta poparła pomysł zastąpienia białej reprezentacji dla Koloredów przez osobną izbę parlamentarną. W 1980 redaktor naczelny Beukes wystosował przeprosiny do szefa Partii Narodowej Pietera Willema Bothy na wieść o jego niezadowoleniu z jednego z opublikowanych artykułów. W okresie referendum konstytucyjnego z 1983 rubrykę „Deur Dawie” prowadził Ebbe Dommisse (ur. 1940), znany jako „komisarz polityczny” Partii Narodowej.
W 1990 wraz z nadejściem schyłkowego okresu apartheidu na prośbę ówczesnego redaktora naczelnego Dommissego oddział Partii Narodowej na Kraj Przylądkowy zakończył wykorzystywanie dziennika jako organu prasowego ugrupowania. W 1996 redakcja odmówiła złożenia wyjaśnień przed Komisją Prawdy i Pojednania, uczyniło to natomiast w 1997 z własnej inicjatywy 127 dziennikarzy. W okresie 1994–1999 gazeta strzegła interesów białej mniejszości. Podczas wyborów parlamentarnych w 1994 zalecała głosowanie na Partię Narodową, w 1999 wzywała do głosowania na jedno z ugrupowań „demokratycznej opozycji”, a w 2004 już tylko do udziału w wyborach. W 2006 Henry Jeffreys został pierwszym czarnoskórym redaktorem naczelnym. W 2015 prezeska grupy Media24, zarządzającej gazetą z ramienia Naspersu, Esmare Weideman, złożyła podczas obchodów stulecia dziennika przeprosiny za współudział w apartheidzie przypominając dyskryminację przestrzenną wobec kolorowych pracowników redakcji.
„Die Burger” sprzeciwia się wypieraniu języka afrikaans przez angielski, zarzucając Afrykańskiemu Kongresowi Narodowemu wrogość do afrikaans. W 2008 wśród jego czytelników było więcej kolorowych niż białych, choć wśród klientów i odbiorców reklamy wciąż przeważali biali. W 2015 dziennik zareagował na zastąpienie języka wykładowego afrikaans na Uniwersytecie w Stellenbosch przez angielski plakatami z napisem „RIP Afrikaans”.

## Redaktorzy naczelni
- Daniel F. Malan (1915–1924)
- Albertus Geyer (1924–1945)
- Phil Weber (1945–1954)
- Piet Cillié(inne języki) (1954–1977)
- Wiets Beukes(inne języki) (1977–1990)
- Ebbe Dommisse (1990–2000)
- Arrie Rossouw (2000–2006)
- Henry Jeffreys (2006–2010)
- Bun Booyens (2010–2016)
- Willem Jordaan(inne języki) (od 2016)